# 東鮓本店
株式会社東鮓本店（あずまずしほんてん）は、愛知県名古屋市中区栄一丁目に本社を置く企業。

## 概要
1869年（明治2年）、寿司職人の横井清七が「東鮓」として創業し、1882年（明治15年）に二代目清次郎が稼業を継ぐにあたって「東鮓本店」と号した。
1912年（大正元年）に三代目となった熊太郎は、椅子・テーブル席の導入のほか、高級食料品店や料亭「向陽館」を開業するなど昭和初期に掛けて事業の拡大を図ったが、太平洋戦争の戦況悪化に伴う戦時企業整備令によって1943年（昭和18年）に向陽館は閉鎖、本店も休業するに至り、1945年（昭和20年）には名古屋大空襲によって本店を焼失した。
1948年（昭和23年）に事業を再開し、1951年（昭和26年）に株式会社として設立。2015年（平成27年）現在、本店のほか名古屋市内に寿司や日本料理を提供する4支店を構える。